# Parque deportivo Fritz Grunebaum
El Parque deportivo Fritz Grunebaum es un estadio de rugby en Heidelberg, Alemania. Es la sede habitual del RG Heidelberg y también se utiliza con frecuencia para los partidos internacionales de la selección de rugby de Alemania. 
En su campaña en la copa europea de naciones 2008-2010, Alemania jugó tres de sus cinco partidos como local en el estadio, los otros dos fueron en Heusenstamm y Hannover.
El estadio está situado en el suburbio de Kirchheim de Heidelberg y es capaz de recibir 5000 espectadores, 380 de estos en una tribuna techada.